# Brasão da Polícia Militar do Paraná
O Brasão da Polícia Militar do Paraná é o símbolo oficial representativo da Corporação. Ele é usado sobreposto aos documentos, fardamentos, viaturas, embarcações, aeronaves e aquartelamentos; objetivando identificar seus portadores como legítimos representantes do Estado. O seu uso é amparado por legislação específica e seu emprego indevido pode constituir-se em crime previsto no Código Penal Brasileiro (falsidade ideológica) e do Código Penal Militar (Artigo 172).

## Regimento de Segurança
O primeiro brasão adotado para a PMPR, então com a denominação de Regimento de Segurança, foi regulamentado em 1913. Esse brasão era a representação do Brasão de Armas do Estado do Paraná, com o acréscimo de troféus em panóplia, simbolizando os feitos militares da Corporação (Guerra do Paraguai e Revolução Federalista).
Em 1922, por ocasião das comemorações do Centenário da Independência do Brasil, os símbolos estaduais passaram a ser substituídos pelos símbolos nacionais. No Paraná a Bandeira e o Brasão do Estado foram abolidos e a PMPR passou a usar o Brasão de Armas do Brasil.

## Polícia Militar do Paraná
1969
O atual brasão foi criado em 23 de junho de 1969 e inicialmente era de uso exclusivo, e obrigatório, para os oficiais.
Em junho de 1975 (6 anos depois) ele foi autorizado para os uniformes dos praças, em lugar dos brasões de unidades que então ficaram de uso proibido na corporação.
Descritivo:
Em forma de escudo com ângulo lateral que representa o fruto do pinheiro (pinhão), sobre fundo amarelo ouro, tendo na sua parte superior como timbre o Falcão Nhapecani, desenhado em dourado, com as asas semi-abertas. No contorno interior do escudo, as legendas em letras na cor verde, PARANÁ e POLÍCIA MILITAR. Na parte central do escudo, a paisagem típica do Estado contendo no canto esquerdo, o símbolo dos três planaltos em cor azul. No canto direito, um pinheiro na cor verde que é o símbolo das araucárias, ao lado do sol amarelo vivo, símbolo das Américas. No campo inferior, em tons verdes claros e escuros, a representação das riquezas vegetais do Estado do Paraná.
2001
Com o Regulamento de Uniformes da Polícia Militar (RUPM) de 2001(32 anos depois da criação do brasão), o desenho do brasão foi remodelado e acrescentado um esplendor com 29 lâminas em dourado, envolvendo todo o escudo.